# Tampax (rivista ed editrice)
Tampax è una rivista italiana di comunicazione alternativa e cultura underground, pubblicata tra il 1972 e il 1978. 

## Storia
(da "Tampax, l'aperiodico di lotta visionaria" di Tomaso Clavarino)
Tampax (aperiodico di lotta visionaria) nasce a Torino nella primavera del 1972 a cura di una piccola redazione di giovanissimi alternativi guidati da Giulio Tedeschi. 
Ogni numero, contenuto su di un foglio eliografato, raccoglieva notizie dalla scena underground italiana ed internazionale, fumetti alternativi, critica musicale, poesie. Tra i collaboratori: Elio Bussolino, Max Capa, Riccardo Bertoncelli, Matteo Guarnaccia, Gianni Milano, Carla Celsa, Simonka Toncy Violi, Walter Ferrari.
Il progetto viene lanciato il 17 febbraio 1972 con un reading di poesia e musica presso la Libreria Hellas di Torino, grazie alla collaborazione di Angelo Pezzana. L'evento è curato da Giulio Tedeschi, con la collaborazione (per la parte musicale) di Marco Gallesi, futuro artefice della jazzrock band Arti e mestieri e cofondatore nel 1975 dell'etichetta discografica indipendente Mu. 
Nella primavera del 1973 l'attività si allarga alla distribuzione di materiali cartacei alternativi nel circuito underground italiano. Vengono stretti rapporti con la milanese I.A.P (International Alternative Press), con Stampa Alternativa, con la sede londinese dell'U.P.S (Underground Press Syndicate).

Gianni Milano

Nell'autunno dello stesso anno Giulio Tedeschi (in rappresentanza del coordinamento operativo) partecipa, in posizione fortemente critica, al convegno "Oltre l'Underground", organizzato a Milano da Re Nudo.
Nel 1975 Tampax si trasforma in casa editrice. 
Nel 1977 pubblica il numero zero della rivista Zombie International (bimestrale di critica e intervento marginale) che contiene, tra vari altri materiali informativi, il primo racconto a fumetti di Stefano Tamburini "Morning Glory".
Nello stesso anno nasce, sempre a Torino (da un gruppo di lavoro composto da Giulio Tedeschi, Carla Celsa, Renato Marchesi e Carla Rambaudi), Pancho Villa (Centro di documentazione & ricerca stampa), un'agenzia di informazione internazionale che assorbe l'attività di Tampax allargandola ad altri territori d'intervento: grafica e fumetto, tecnologie alternative, nuovi media, comunicazione antagonista. 
Nel 1978 Giulio Tedeschi pubblica "Tampax in retrospect 1971-1978", dove, telegraficamente, descrive la storia di Tampax, annunciando un rilancio ed un rafforzamento dell'attività creativa. Le buone intenzioni non andranno a concretizzarsi, visto che l'esperienza editoriale si esaurirà, definitivamente, nello stesso anno.
Nell'aprile del 1989 sempre Giulio Tedeschi cura "Ecstasyante Tampax 1971/1989", special edition celebrativa di un box (edito in tiratura limitata di 40 copie) contenente alcuni numeri della rivista ristampati per l'occasione. Prodotta dal torinese Art Street Bureau (archivio internazionale di arte marginale) il lavoro è dedicato alla memoria di Abbie Hoffman. Copertina disegnata da Salvatore "Ursus" D'Urso (fondatore della band neopsichedelica No Strange).

### Rivista
| Titolo               | Anno                  |  |
| -------------------- | --------------------- |  |
| Tampax               | Ottobre/Dicembre 1972 |  |
| Magik Tampax Oracolo | Febbraio/Maggio 1973  |  |
| Alice Tampax         | Giugno/Agosto 1973    |  |
| Tampax Terra         | Autunno 1973          |  |
| Tampax Cetus         | Gennaio/Febbraio 1974 |  |
| Tampax Rydhikulhos   | Giugno 1974           |  |
| Tampax Luce          | Novembre 1974         |  |

### Numeri speciali
| Titolo                                      | Anno          | Autore       | Note                         |  |
| ------------------------------------------- | ------------- | ------------ | ---------------------------- |  |
| Un'altra esperienza yogica con la Mescalina | Dicembre 1973 | John Blofeld | traduzione di Carlo De Mauro |  |

### Editrice
| Titolo                        | Anno | Autore         | Note                           |
| ----------------------------- | ---- | -------------- | ------------------------------ |
| Uomo Nudo                     | 1975 | Gianni Milano  | copertina di Matteo Guarnaccia |
| Terra Due                     | 1975 | Timothy Leary  | traduzione di Carla Celsa      |
| L'albergo dell'Orso           | 1976 | Walter Ferrari |                                |
| Tantra                        | 1976 | Ralph Metzner  | traduzione di Carlo De Mauro   |
| I signori e le nuove creature | 1977 | Jim Morrison   | traduzione di Sergio Moro      |
| Le rovine curiose             | 1978 | Pier Castrale  |                                |
| Un quartiere nel cielo        | 1978 | Aldo Piromalli |                                |

### Limited edition
| Titolo                       | Anno | Curatore        | Note            |
| ---------------------------- | ---- | --------------- | --------------- |
| Ecstasyante Tampax 1971/1989 | 1989 | Giulio Tedeschi | Box celebrativo |